# Flaga województwa opolskiego
Flaga województwa opolskiego – składa się z dwóch pasów (żółtego i niebieskiego). Pas żółty w stosunku do pasa niebieskiego ma się tak jak 5:2. W lewym górnym rogu znajduje się herb województwa opolskiego – jest to flaga urzędowa. Flaga bez herbu województwa określona została w uchwale jako flaga terytorialna. Flagi zostały ustanowione na przełomie 2004/2005 roku. Wcześniej we wrześniu 2004 r. uchwalono projekty flag. Autorem projektu jest plastyk Michał Marciniak–Kożuchowski.